# 陇阳镇
陇阳镇，是中华人民共和国甘肃省定西市通渭县下辖的一个乡镇级行政单位。
2017年，甘肃省民政厅批复同意撤销陇阳乡，设立陇阳镇。

## 行政区划
陇阳镇下辖以下地区：
陇阳村、庆阳村、车坪村、新合村、周店村、水泉村、水池村、党岔村、张湾村、三合村、胜利村、中庄村、车岔村和陆义村。